# Poeciloterpa nigrolimbata
Poeciloterpa nigrolimbata är en insektsart som beskrevs av Carl Stål 1870. Poeciloterpa nigrolimbata ingår i släktet Poeciloterpa och familjen spottstritar.
Artens utbredningsområde är Filippinerna. Inga underarter finns listade i Catalogue of Life.